# Cyathea amazonica
Cyathea amazonica là một loài thực vật có mạch trong họ Cyatheaceae. Loài này được (Linden) Domin mô tả khoa học đầu tiên năm 1930.